# Ceto (nereida)
|  | Per a altres significats, vegeu «Ceto». |

Ceto (en grec antic Κητώ) va ser segons la mitologia grega, una de les cinquanta Nereides, filla de Nereu, un déu marí fill de Pontos, i de Doris, una nimfa filla d'Oceà i de Tetis.
La menciona Apol·lodor a la llista de nereides que dona a la Βιβλιοθήκη, on diu que era la que governava els monstres marins.